# پرچ ۹۴۲۹
سیارک ۹۴۲۹ (به انگلیسی: 9429 Porec، نامگذاری:1996EW1) نه هزار و چهارصد و بیست و نهمین سیارک کشف شده‌است که در ۱۴ مارس ۱۹۹۶ کشف شد.
قدر مطلق سیارک برابر ۱۳٫۳۰ است.